# Michelangelo Valentini
Michelangelo Valentini, také Valentino, (okolo roku 1720? Neapol – po roce 1768?) byl italský hudební skladatel.

## Život
Studoval v Neapoli. Byl žákem Leonarda Lea. V roce 1744 se neúspěšně ucházel o místo varhaníka na neapolském královském dvoře. Jako operní skladatel debutoval v zimě roku 1745 v Teatro Nuovo v Neapoli komickou operou Demetrius. Po další komické opeře La villana nobile, uvedené o tři roky později v divadle Teatro dei Fiorentini, opustil žánr opera buffa a věnoval se hudebním dramatům.
Michelangelo Valentini nebyl příliš plodný skladatel. Kromě několika oper je známo pouze několik jednotlivých árií. O posledních letech jeho života není nic známo.

## Opery
- Il Demetrio (libreto Antonio Palomba, commedia per musica, 1745 Neapol, Teatro Nuovo)
- La villana nobile (libreto Antonio Palomba, commedia per musica, 1748 Neapol, Teatro dei Fiorentini)
- La clemenza di Tito (libreto Antonio Palomba, dramma per musica, 1753 Bologna)
- Adriano in Siria (libreto Pietro Metastasio, dramma per musica, 1753 Bologna)
- Andromaca (libreto Apostolo Zeno, dramma per musica, 1754 Milán, Teatro Regio Ducale)
- Solimano (libreto Giovanni Ambrogio Migliavacca, dramma per musica, 1756 Turín, Teatro Regio)
- La sconfitta di Dario (libreto Carlo Diodato Morbilli, dramma per musica, 1757 Janov)
- Viriate (libreto podle Metastasia, dramma per musica, 1761 Pavia)